# Duy Hải (xã)
Duy Hải là một xã thuộc huyện Duy Xuyên, tỉnh Quảng Nam, Việt Nam.
Xã Duy Hải có diện tích 10,94 km², dân số năm 2019 là 7.865 người, mật độ dân số đạt 719 người/km².